# Хелиодор
Хелиодор (на гръцки: Ηλιόδωρο, „дар от слънцето“) е скъпоценен камък, прозрачна разновидност на минерала берил. Има златист, до златисто-зелен цвят, понякога с оранжев оттенък. В състава си има незначителни примеси от уран. Използва се в ювелирното изкуство.